# Liste des gouverneurs de Kinshasa

## Commandant de Léopoldville
- Charles-Marie de Braconnier (1882 - 1883)
- Louis Valcke (1883 - 1884)

## Bourgmestre de Léopoldville
- Joseph Kulumba (début 1960)
- Daniel Kanza (1960 - 1963)
- Zoao Boniface (1963 - 1965)

## Gouverneur de Léopoldville (1966 - 1968)
- Colonel Bangala
- Paul Nauwelaerts

## Gouverneur de la région de Kinshasa (1969 - 1980)
- Jean Foster
- Manzikala
- Ndjoku E'Yobaba
- Sakombi Inongo
- Mandungu Mbula Nyati
- Mabolia Inengo Tra Buato

## Président régional duMPR
- Kisombe Kiaku Mwisi (1980 - 1981)
- Sakombi Ekope (1981 - 1983)
- Kabaydi wa Kabaydi (1983 - 1985)
- Honore Nzita Puati Di mavambu Interimaire (1984)
- Jacques Tshimbombo Mukuna (1985 - 1986)
- Catherine Nzuzi wa Mbombo (1986)
- Konde Vila Kikanda (1987 - 1989)
- Général Gabriel Amela Lokima Bahati (1989 - 1990)
- Moleka Nzulama (1990)

## Gouverneur de Kinshasa
- Fundu Kota (1991 - 1992)
- Kibabu Madiata Nzau (1992)
- Bernardin Mungul Diaka (1992 - 1996)
- Mujinga Swana (janvier - février 1996)
- Nkoy Mafuta (aout 1996 - mai 1997)
- Général Gabriel Amela Lokima Bahati (avril - mai 1997)
- Théophile Mbemba Fundu (1997 - 2001)
- Christophe Muzungu (mai 2001 - 26 novembre 2001)
- Loka Ne Kongo (26 novembre 2001 - 5 juin 2002)
- David Nku Imbié (5 juin 2002 - 16 mai 2004)
- Jean Kimbunda (16 mai 2004 - 15 novembre 2005)
- Kimbembe Mazunga (15 novembre 2005 - 16 octobre 2006)
- Amiral Baudoin Liwanga (16 octobre 2006 - 16 mars 2007)
- André Kimbuta Yango (16 mars 2007 - 2019)
- Bafiba Clément (janvier 2019 - mai 2019)
- Gentiny Ngobila Mbaka (mai 2019-avril 2024)
- Daniel Bumba (avril 2024- en fonction)[1]